# میدوی، شهرستان هات‌اسپرینگ، آرکانزاس
میدوی (به انگلیسی: Midway) یک شهر در ایالات متحده آمریکا است که در هات اسپرینگ، آرکانزاس واقع شده‌است. میدوی ۹٫۱۸ کیلومتر مربع مساحت و ۳۸۹ نفر جمعیت دارد و ۸۱٫۹۹ متر بالاتر از سطح دریا واقع شده‌است.